# 阿波自動車学校
株式会社阿波自動車学校（あわじどうしゃがっこう）は、徳島県阿波市にある徳島県公安委員会指定の自動車教習所を運営する企業。

## 概要

### 取得免許
- 普通自動車免許（MT・AT）
- 大型自動車免許
- 中型自動車免許
- 牽引自動車免許
- 大型特殊自動車免許
- 普通自動車二種免許
- 中型自動車二種免許
- 大型自動車二種免許

### 教育訓練給付金制度
- 大型自動車二種免許については雇用保険による給付金制度に対応しています

### 所在地
- 〒771-1703 徳島県阿波市阿波町東条180